# Patrick Creadon
Patrick Creadon, né le 1er mai 1967 à Chicago, dans l'Illinois, est un réalisateur de documentaires américain. Il est notamment l'auteur de Wordplay (en), sorti en 2006, film documentaire sur Will Shortz, auteur et responsable des mots croisés du New York Times.

## Filmographie
- 2006 : Wordplay (en), documentaire sur Will Shortz ;
- 2008 : I.O.U.S.A. (en), documentaire sur la dette publique des États-Unis ;
- 2009 : Square Roots: The Story of SpongeBob SquarePants (en), documentaire sur le succès de la série Bob l'éponge aux États-Unis ;
- 2013 : Studio H, documentaire.